# Тункель, Иосиф
Иосиф Тункель (1878, Бобруйск — 8 сентября 1949, Нью-Йорк) — еврейский писатель-юморист и карикатурист, известный под псевдонимом Дер Тункелер (тёмный). Писал на идише.

## Биография
Родился в Бобруйске в семье бедного учителя-меламеда. С ранних лет проявил способности к рисованию.
В возрасте 16 лет Иосиф поступил в Виленскую школу рисования, возглавляемую Иван Петровичем Трутневым (еврейская община Бобруйска отправила его туда на учёбу, дав с собой 5 рублей), которую он успешно окончил в 1899 году. По окончании он уехал в Одессу с целью продолжить художественное образование.
Однако из-за своей близорукости Иосиф Тункель не мог посвятить себя живописи и вместо этого целиком и полностью посвятил себя литературе. Живя в Одессе в атмосфере, насыщенной литературой и искусством, Иосиф Тункель увлёкся поэтическим творчеством.
В 1901 году его первые стихи были опубликованы в газете Der Yud (Варшава; редактор Й. Лурия), и с этого момента он постепенно превратился в весьма плодовитого писателя, автора многочисленных стихов, рассказов, фельетонов, юмористических зарисовок, пьес и детских рассказов на идише. Большинство из них были опубликованы в еврейских газетах Европы и Америки и служили в качестве материала для дикторов и исполнителей, для исполнения на сцене.

Афиша литературно-юмористического вечера Иосифа Тункеля, 1925

В 1906 году Иосиф Тункель посетил Нью-Йорк, где приобрел известность юмориста и основал две юмористические газеты Der Kibbitzer и Di Groyser Kundes (1908). Вторая просуществовала довольно долго, даже после того как Иосиф вернулся в Варшаву.
В Варшаве Иосиф Тункель становится редактором и автором юмористического еженедельника Der moment и его сатирического еженедельного приложения Krumer Der Spiegel (Кривое Зеркало). За время работы в Krumer Der Spiegel имя Иосифа Тункеля становится популярным среди еврейских читателей Польши и России. Тогда впервые он появляется под псевдонимами Хойшех и Дер Тункелер (сборник пародий и подражаний Иосифа Тункеля под названием «Кривое зеркало» был издан в России в 1911 году). В Варшаве вышла и первая юмористическая книга Иосифа: «Der Griner Papugai» («Зелёный попугай», Варшава, 1912).
После начала Первой мировой войны, Иосиф Тункель покидает Варшаву и перебирается сначала в Бобруйск, а оттуда в Киев и Одессу где сотрудничал в различных еврейских изданиях; делал попытки издавать юмористические газеты «Ашмедай» и «Самбатион» и публиковаться в «Di Royte Hagada» («Красная агада», Одесса, 1917).
Его возвращение в Варшаву происходит только после прекращения боевых действий, где в последующие два десятилетия Иосиф Тункель выпустил ряд юмористических книг: «Katoves» («Шутки»; Варшава, 1923, сборник юморесок и пародий), «Mitn Kop Arop» («Вниз головой», Варшава, 1924, 2-е издание Вильнюс, 1931), «Mit di Fis Aroyf» («Вверх ногами», Варшава, 1926), «Ikh Lakh fun Aykh» («Смеюсь над вами», Вильнюс, 1930) и многие другие, а также несколько книг для детей, в том числе переработки детских книг немецкого поэта Вильгельма Буша (впервые в еврейской литературе).
Весной 1931 года Дер Тункелер посетил Израиль (Палестину) и позже описал эту поездку в своей книге «Fort a Yid Kein Eretz Yisroel» («Едет еврей в Эрец-Исраэль», Варшава, 1932).
В 1932-1933 годах Дер Тункелер совершил длительную поездку по Америке, в 1937 году побывал в Париже.
В 1939 году Дер Тункелер был на отдыхе в Бельгии, когда началась Вторая мировая война. Здесь стал сотрудником еврейского еженедельника «Ундзер ишев» (Брюссель), органа Совета еврейских организаций в Бельгии.
В мае 1940 года, после нацистского вторжения в Бельгию, Иосиф Тункель перешёл через границу на территорию Франции, где позже был задержан вишистской полицией и помещен в центр для перемещённых иностранных евреев в Страсбурге.
После того как Дер Тункелеру удалось сбежать из лагеря он проделал длинный путь обратно в США и весной 1941 года оказался в Нью-Йорке, где стал постоянным сотрудником еврейской газеты «Форвертс».

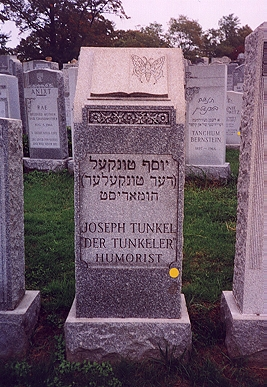
Могила Иосифа Тункеля в Нью-Йорке

В 1943 году Иосиф Тункель выпустил книгу «Goles. Ksovim von a Flichtling» («Изгнание. Записки беженца», Нью-Йорк), в которой рассказал о своих мытарствах в оккупированной Европе. Иосиф Тункель также публиковался в журнале «Свивэ» (Нью-Йорк; редактор Кадя Молодовская).
Незадолго до смерти Иосиф Тункель выпустил небольшую книгу иронической прозы «Der Groyser Genits Oder a Nudner Tag in Nyu York» («Большой зевок или скучный день в Нью-Йорке», Нью-Йорк, 1948).
В последние годы своей жизни много болел и почти потерял зрение.
После смерти Иосифа Тункеля было опубликовано его автобиографическое эссе «Дос капитл Вильнэ ин майн лебн» («Виленский период моей жизни») в альманахе «Литэ» (Нью-Йорк, 1951).

## Книги Иосифа Тункеля
- Yo Hasone Haben, Nit Hasone Haben, 19??
- Der Kromer Spiegel: Parodien,Shorushen, und Nacahemungen, Warsaw, 1911. 58 pp. (NUC1) (NYPL)
- Fleder Mayz … Filietonen, Lieder un Parodien, Verlag A Gittlin, Warsaw, 1912. 71 pp. (HUC) (NYPL,1)
- Der Griner Papugai: A Zamlung fon Monologen, Satiren, un Parodien, Published by Y. Halter, Warsaw, 1912. 72 pp. (NUC1)
- Der Goldener Aeroplan Oder Haim-Yankel Der Hanig Kvetsher, Lewin-Epstein Publishers, Warsaw, 1914. 96 pp. Illus. (NYPL)
- Di Royte Hagada, N. Halperin, Odessa, 1917. 16 pp. (LYS)
- Di Bolshevistishe Hagada, fun Tunkelen Mit … Masiyos un Meshalim. Mit Perushim un Dinim Wegen Bdikat Khametz un Biur Hametz un Seder-Preven … M. Goldfein Publishers, Kiev, 1918. 16 pp. (HUC)
- Idishisten, Kiev?, 1918? 15 pp. (NYPL1)
- Molines — in Pensionet, Kiev?, 1918? 15 pp. (NYPL1)
- Zomer-Leb, Kiev, 1918. 15 pp. (LNYL)
- Der Purim-Ber, Odessa, Blimeloch, Odessa, 1919. 22 pp. (LYS)
- Der Humorist. A Shpas in ein Akt, Farlag Levin-Epstein Bros. and Partners, Warsaw, 1920. 28 pp. (NUC1)
- Masa’ot Benyamin HaRevii (Funem Ukrainishe Caos), Farlag «Mizrah un Maarav», New York, 1920. 91 pp. (NUC1)
- Der Hasan, A Shpas in ein Akt, Farlag Levin-Epstein Bros. and Partners, Warsaw, 1920. 26 pp. (NYPL)
- Vikhne-Dvoshe Fort Kayn America, Farlag Humoristishe Bibliotek, Warsaw, 1921. 91 pp. (NUC1) (HUC)
- Kopel un di Genz, Warsaw, 1921 (2nd edition, 1928). 14 pp. Illus. (LNYL)
- Der Regenboygen, Warsaw, 1922. 267 pp. (LNYL)
- Haim Getzel Der Reformator Mit Zaynen 25 Reformen, Farlag «Humoristishes Bibliotek», Warsaw, 1922. 74 pp. Illus. (HUC) (NYPL)
- Katoves, Warsaw, 1923, 134 pp. (LNYL)
- Mit di Fis Aroyf: Neue Humoreskes, Stzenkes un Parodiyes, Achisepher Publishers, Warsaw, 1926?. 211 pp. (NUC1) (NYPL)
- Mitn Kop Arop: Parodiyes, Farlag «Tsentral», Warsaw, 1924 (2nd edition, Wilno, 1931). 189 p. (NUC1,2) (NYPL) (HUC)
- Oyf-tsu-cloymersht: Humoreskes fon Der Tunkeler, B. Klatzkin Publishers, Warsaw and Wilno, 1931. 216 pp. (NUC1,2) (NYPL) (HUC)
- Ikh Lakh fun Aykh: Humoresken, Stzenkes, Gramen, Bucher, Warsaw, 1931. 212 pp. (HUC) (NYPL)
- A Gelechter on a Zayt. Satireskes, Humoreskes, Stzenkes, Achisefer, 1931. 95 pp. (LNYL says 193? pp) (HUC)
- Das Freylike Teater: Eynakters, Stzenkes, Declamatziyes, Bucher Publishers, Warsaw, 1931. 246 pp. (HUC) (NYPL)
- Fort a Yid Kein Eretz Yisroel: «A Reise-Beschreibung», M. Nomberg Publishers, 1932. 278 pp. Illus. (HUC) (NYPL)
- In Gutn Mut: A Zamlung fon Homoreskes, Satires, Groteskes, Parodiyes, and Stzenkes, Kultur Buch, Warsaw, 1936. 222 pp. (NUC1) (NYPL)
- On Gal: Humoreskishes Skitzen, Ferun un Gramen, Warsaw, 1939. 188 pp. (HUC)
- Goles: Ksovim fun a Flichtling, Schreiber Farlag, New York,1943. 95 pp. (NUC1,2) (NYPL) (HUC)
- Der Groyser Genits: Oder a Nudner Tag in Nyu York, A Humoristishe Dertsaylung fon Tunkel, Schreiber Farlag, New York, 1948, 63 pp. (NUC1,2) (NYPL)

### Сборники
- Humoristishe Bibliotek, 5 Vol., (Vol. 1: Gelechter un a Zat, Vol. 2: Ich Lach fun Aych, Vol. 3: Miten Kop Aroyp, Vol. 4: Oyf-tsu-cloymersht, Vol. 5: Das Freiliki Teater, (Vol 3 and 4 printed at Wilna). (HUC)

### Статьи
- «Dos Kapital Vilna In Mein Leben» in Lite, Dr. Mendel Sudarsk and Uriah Katzenelenbogen eds., Volume 1, 1951, pp 1279–1289.
- «Zikhrones» in Bobruisk: Sefer-Zikharon Lekehilat Bobruisk u Venoteah, Yehuda Slutzky, ed. Volume 2, 1967, p 538 — 9.

### Переводы Тункеля
- Busch, Wilhelm, 1832—1908. Notl un Motl, Farlag Levin-Epstein Bros. and Partners, Warsaw, 1928 (First edition, 1920). 74 pp. Illus. (NYPL) (LNYL)
- Busch, Wilhelm, 1832—1908. Di Papirene Shlang, Farlag Levin-Epstein Bros. and Partners, Warsaw, 1921. (2nd edition 1928) 22 pp. Illus. (NYPL) (LNYL)
- Busch, Wilhelm, 1832—1908. Kopel un di Genz, Farlag Levin-Epstein Bros. and Partners, Warsaw, 1921. 14 pp. Illus. (NYPL)
- Mann, Thomas, Jacob un Esau.

### Газеты и журналы
- Der Kibitzer: Monatlikher Illustirter Zhurnal Far Humor, Vits un Kibets, Vol 1-8, New York (1908—1914). Illus. (HUC) (NYPL) (H) (YLLP)
- Der Groyser Kundes: A Zhurnal fir Humor, Vits un Satire, 12/15/1908 — 9/9/1927, New York. (H) (YLLP)
- Der Kromer Shpigel, Editor of the weekly humor supplement for the magazine Der Moment.